# Rugby-Union-Nationalmannschaft von St. Lucia
Die Rugby-Union-Nationalmannschaft von St. Lucia repräsentiert den karibischen Inselstaat St. Lucia in der Rugby Union. Das Team wird von World Rugby als Nationalmannschaft der dritten Kategorie eingestuft.

## Geschichte
Nach der Verbandsgründung 1996 nahm die Nationalmannschaft erstmals im Jahr 2005 den Spielbetrieb auf. Das erste Länderspiel war zugleich ein Qualifikationsspiel für die Rugby-Union-Weltmeisterschaft 2007. St. Lucia gewann die Partie mit 36:25 gegen die Auswahl von St. Vincent und den Grenadinen. In der nächsten Runde, einer Vierergruppe, unterlag das Team den drei weiteren Nationen aber jeweils deutlich und schied aus.

## Teilnahmen an Weltmeisterschaften
- 1987 nicht teilgenommen
- 1991 nicht teilgenommen
- 1995 nicht teilgenommen
- 1999 nicht teilgenommen
- 2003 nicht teilgenommen
- 2007 1. Qualifikationsrunde